# Mošćenička Draga
Mošćenička Draga je općina u Hrvatskoj. Nalazi se u Primorsko-goranskoj županiji.
Mošćenička Draga je malo ribarsko mjesto ispod brda na kojemu se nalazi srednjovjekovni gradić Mošćenice, po kojemu je i samo mjesto dobilo ime u dodiru drage s morem. 

## Zemljopis
Općina Mošćenička Draga proteže se od Medveje (uvala Cesara), pa sve do Zagora (Stepča, na području od 16 km. Ima 7 šljunčanih plaža, i bezbroj šumskih, odnosno planinskih puteva. Kraj je izrazito brdovit, a prostire se na 63 četvorna kilometra. Svojim teritorijem debelo zarezuje u Park Prirode Učka. Sam položaj je veoma interesantan iz razloga što ima, osim klasičnog (istarskog) tipa turizma, i mogućnost seoskog (agro) koji bi se razvijao upravo na padinama Učke – masiv Učka s vrhovima Učka, Sisol, Kremenjak. 
Broj pučanstva vrti se oko broja 1700 (prema popisu iz 2011. ovdje živi 1535 stanovnika u 14 naselja – Brseč, Kraj, Golovik, Grabrova, Kalac, Mala Učka, Martina, Mošćenice, Mošćenička Draga, Obrš, Sučići, Sv. Anton, Sv. Jelena, Zagore). Upravno i administrativno sjedište je Mošćenička Draga. Smještajni kapacitet Općine je oko 2500 ležajeva, osnosno približno 1100 u hotelima i autokampu, te 1400 u privatnom smještaju. Općina M. Draga zauzima 4.396 hektara površine.

## Stanovništvo
| broj stanovnika | 3320  | 3060  | 3175  | 3210  | 3219  | 3164  | 3060  | 2803  | 2314  | 2313  | 2202  | 1979  | 1817  | 1723  | 1641  | 1535  | 1288  |
|                 | 1857. | 1869. | 1880. | 1890. | 1900. | 1910. | 1921. | 1931. | 1948. | 1953. | 1961. | 1971. | 1981. | 1991. | 2001. | 2011. | 2021. |

| broj stanovnika | 684   | 603   | 519   | 363   | 428   | 442   | 618   | 586   | 294   | 348   | 416   | 456   | 498   | 472   | 439   | 585   | 452   |
|                 | 1857. | 1869. | 1880. | 1890. | 1900. | 1910. | 1921. | 1931. | 1948. | 1953. | 1961. | 1971. | 1981. | 1991. | 2001. | 2011. | 2021. |

## Uprava
Načelnik općine je Riccardo Staraj.
Naselja u sastavu Mošćeničke Drage su: Martina, Golovik, Sv. Jelena, Selce, Grabrova, Kalac, Rovini, Mošćenice, Mošćenička Draga, Sv. Petar, Obrš, Sučići, Potoki, Trebišća, Donji Kraj, Gornji Kraj, Donje Selo[kod Grabrova i kod Male Učke], Sv. Anton, Prem, Gradac, Cesare, Brseč.

## Povijest
Stari grad nastao je krajem 19. stoljeća kada su se stanovnici grada Mošćenica i okolnih mjesta doselili na obalu uglavnom zbog ulova ribe. Ovo mjesto razvilo se kao ribarska lučica grada Mošćenica, što dokazuju i sačuvani zapisi iz 1436. godine u kojima se navodi mjesto na portu poli Sv. Marine. Gosti koji su boravili u Opatiji su kočijama odlazili na izlete u romantičnu Mošćeničku Dragu. Vile izgrađene u 19. stoljeću prve su nudile smještaje za noćenje, a obitelj Armanda je obilježila početak turizma otvaranjem hotela u centru Drage. Na temeljima tog povijesnog hotela sagrađen je hotel Draga, koji je prvo promijenio ime u Miramar potom u današnji Mediteran.

## Gospodarstvo
Gospodarstvo Mošćeničke Drage bazira se uglavnom na turizmu, ugostiteljstvu te nešto manje na ribarstvu.

## Poznate osobe
- Ivan Pessi, hrvatski slikar i grafičar[6]

## Spomenici i znamenitosti

### Umjetnička instalacija „Potezi i rezovi“
U parku pored boćarskog igrališta na samom ulazu u naselje Brseč, nalazi se site-specific umjetnička instalacija „Potezi i rezovi“ dansko-austrijske umjetnice Sofie Thorsen. Thorsen je bila inspirirana temom zatvaranja osnovne škole u Brseču nakon više od stotinu sedamdeset i pet kontinuiranih godina rada. Instalaciju tvore tri kamena objekta čiji oblici i boja simboliziraju papir, a urezane linije kemijsku olovku. Urezani oblici preuzeti su iz starih školskih bilježnica zatvorene škole, grafita iz jedne brsečke ulice te fragmenata rukopisa Eugena Kumičića. U sklopu projekta obnovilo se i uredilo brsečko boćalište.

## Obrazovanje
U Mošćeničkoj Dragi nalazi se Područna škola Eugena Kumičića.

## Kultura
U Mošćeničkoj Dragi djeluje katedra Čakavskog sabora.
Također održavaju se razne manifestacije kao što su Smotra i regata tradicijski barki na jedra, Ribarske večeri, Tradicionalno spaljivanje pusta itd.

## Šport
- NK Draga Mošćenička Draga

## Vanjske poveznice
- Službena stranica
- TZ Mošćenička Draga